# Przeszłość (film)
Przeszłość (fr. Le passé, 2013) – francusko-włoski dramat filmowy w reżyserii i według scenariusza Asghara Farhadiego.
Światowa premiera filmu miała miejsce 17 maja 2013 podczas 66. MFF w Cannes, gdzie film brał udział w konkursie głównym. Na tym festiwalu odtwórczyni roli głównej Bérénice Bejo otrzymała nagrodę dla najlepszej aktorki.
Film był oficjalnym kandydatem Iranu do Oscara za najlepszy film nieanglojęzyczny podczas 86. ceremonii wręczenia Oscarów, ale nie uzyskał nominacji.

## Fabuła
Pragnąc zakończyć proces rozwodowy Irańczyk Ahmad przyjeżdża do Paryża, aby spotkać się ze swoją (wkrótce) byłą żoną i córką z jej poprzedniego małżeństwa. Kobieta obecnie jest w związku z Arabem Samirem, który sam ma syna i żonę pogrążoną w śpiączce. Relacje córki z matką są napięte, ponieważ córka nie pochwala związku matki z Samirem.

## Obsada
- Bérénice Bejo jako Marie Brisson
- Tahar Rahim jako Samir
- Ali Mosaffa jako Ahmad
- Pauline Burlet jako Lucie
- Elyes Aguis jako Fouad
- Jeanne Jestin jako Léa
- Sabrina Ouazani jako Naïma
- Babak Karimi jako Shahryar
- Valeria Cavalli jako Valeria

i inni

## Nagrody i nominacje
66. MFF w Cannes
- Nagroda dla najlepszej aktorki − Bérénice Bejo
- Nagroda Jury Ekumenicznego − Asghar Farhadi
- nominacja: Złota Palma − Asghar Farhadi

71. ceremonia wręczenia Złotych Globów
- nominacja: najlepszy film nieanglojęzyczny (Iran)

18. ceremonia wręczenia Satelitów
- nominacja: najlepszy film zagraniczny (Francja, Włochy)